# EduBirdie
EduBirdie - платформа для написання професійних текстів та надання академічної допомоги, яка пропонує послуги, включаючи гострайтинг, створення есе, коректуру та перевірку на плагіат.

## Історія
EduBirdie був заснований у 2015 році компанією Plan B Services LLC, зареєстрованою за законодавством США.
За оцінками, щомісячна активність клієнтів складає понад 500 000 користувачів. Сервіси EduBirdie включають інструменти перевірки на плагіат та граматику, генератори цитат, редагування, коректуру та інші.
Окрім міжнародної версії, орієнтованої на ринок США, платформа доступна в локальних варіаціях у Великій Британії та Канаді. Вона надає студентам зразки письмових робіт та дослідницьку допомогу, щоб допомогти їм вдосконалити свої навички написання есе. Крім того, EduBirdie не терпить плагіату.
У 2019 році EduBirdie почав працювати під керівництвом нового власника, I3 Technology Ltd, щоб запропонувати компанії нову бізнес-модель. Пізніше того ж року EduBirdie співпрацював з CHADD і пожертвував від кожного замовлення на допомогу дітям із синдромом дефіциту уваги та гіперактивності.
Після численних звинувачень, пов'язаних з правописом у Twitter, EduBirdie запропонував безплатно вичитувати твіти Дональда Трампа, щоб запобігти граматичним помилкам.
У 2019 році EduBirdie.com представив EduBRIDIE, сервіс для надання професійної підтримки нареченим, нареченим та членам весільної вечірки, які пишуть обітниці та промови.